# Eva Llorach
Eva Llorach (Múrcia, 21 de setembre de 1979) és una actriu de teatre, cinema i televisió espanyola. En 2019 va obtenir el premi Goya com millor actriu revelació.

## Biografia
Es forma a l'Escola Superior d'Art Dramàtic de Múrcia,en el Laboratori de William Layton, en l'Estudi Juan Carlos Corazza, i amb John Strasberg. Entre altres, ha protagonitzat els llargmetratges Eva en la nube, Once días de julio de Jorge Izquierdo, Diamond flash i Magical Girl de Carlos Vermut, i Gente en sitios de Juan Cavestany. n teatre ha interpretat musicals com Urinetown i obres com Maté a un tipo, El desperdiciado trabajo del amor o Aún no consigo besar i Este sueño que llamamos realidad del director i dramaturg argentí Diego Bagnera.
Ha format part de grups i companyies de Dansa-Teatre. Ha col·laborat amb Dramatitzacions per als Màster en Mediació impartits per la Facultat d'Educació de la Universitat de Múrcia i el Col·legi d'Advocats de Múrcia en col·laboració amb l'empresa Mediacción dels anys 2008 a 2013.
Nominada al premi Goya actriu revelació en la 33a edició dels Premis Goya, el 2 de febrer de 2019, va resultar guanyadora i va rebre aquest premi, per la seva interpretació de Violeta en la pel·lícula Quién te cantará.

## Filmografia

### Cinema
| Any  | Títol                 | Personatge | Director          | Notes |
| ---- | --------------------- | ---------- | ----------------- | ----- |
| 2011 | Diamond flash         | Violeta    | Carlos Vermut     |       |
| 2013 | #Realmovie            | Eva Binoff | Pablo Maqueda     |       |
| 2013 | Gente en sitios       | Eva        | Juan Cavestany    |       |
| 2013 | La lava en los labios | Toni       | Jordi Costa       |       |
| 2014 | Magical Girl          | Laura      | Carlos Vermut     |       |
| 2017 | Bajo la Rosa          | Dona       | Josué Ramos       |       |
| 2018 | El aviso              | Mare Sara  | Daniel Calparsoro |       |
| 2018 | Quién te cantará      | Violeta    | Carlos Vermut     |       |

### Televisió
| Any       | Títol                    | Cadena         | Personatge            | Notes                                                                                |
| --------- | ------------------------ | -------------- | --------------------- | ------------------------------------------------------------------------------------ |
| 2011      | Los Quién                | Antena 3       | –                     | Episodi: «El guateque»                                                               |
| 2014      | Desesperados             | YouTube        | Anna Hernández-Köller | Episodi: «Se busca: Candidatos para supermercado»                                    |
| 2014      | El fin de la comedia     | Comedy Central | Advocada              | Episodis: «Madre murió» i «Indonesia te necesita»                                    |
| 2015-2016 | Cuéntame cómo pasó       | La 1           | Infermera             | Episodis: «La noche no es para mí» i «70 minutos»                                    |
| 2016      | El ministerio del tiempo | La 1           | Dona 1946             | Episodi: «El tiempo en sus manos»                                                    |
| 2016      | Centro médico            | La 1           | Nuria                 | Episodi: «15/07/2016»                                                                |
| 2018      | + de 100 mentiras        | Flooxer        | Maite                 | Episodi: «Ángela»                                                                    |
| 2019      | Terror y feria           | Flooxer        | Sue Ellen             | Episodi: «Homenaje»                                                                  |
| 2019      | La que se avecina        | Telecinco      | Directora de RRHH     | Episodi: «Un aprendiz de empotrador, un martirio redentor y un borderline en apuros» |
| 2019-2020 | Élite                    | Netflix        | Sandra Ávalos         | Elenc recurrent; 14 episodis                                                         |
| 2020      | Mentiras                 | Antena 3       | Amparo                | Elenc recurrent; 3 episodis                                                          |
| 2023      | El cuerpo en llamas      | Netflix        | Ester                 |                                                                                      |

## Premis
Premis Goya
| Any  | Categoria               | Pel·lícula       | Resultat   |
| ---- | ----------------------- | ---------------- | ---------- |
| 2019 | Millor actriu revelació | Quién te cantará | Guanyadora |

Premis Feroz
| Any  | Categoria                  | Pel·lícula       | Resultat   |
| ---- | -------------------------- | ---------------- | ---------- |
| 2019 | Millor actriu protagonista | Quién te cantará | Guanyadora |

Premis José María Forqué
| Any  | Categoria                     | Pel·lícula       | Resultat   |
| ---- | ----------------------------- | ---------------- | ---------- |
| 2018 | Millor interpretació femenina | Quién te cantará | Guanyadora |

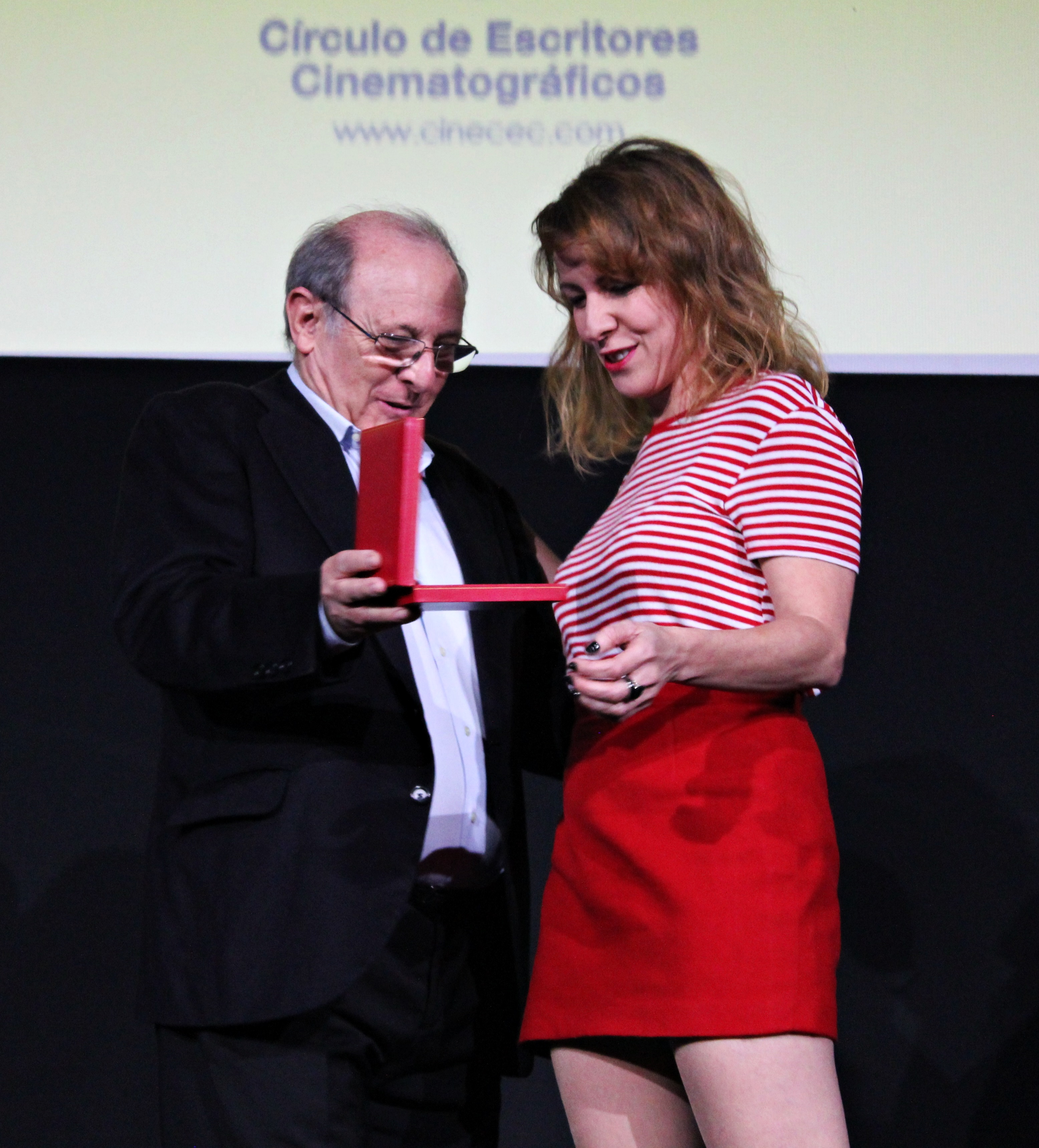
Llorach rep la medalla del CEC a l'actriu revelació de 2018 de mans d'Emilio Gutiérrez Caba.

Medalles del Cercle d'Escriptors Cinematogràfics
| Any  | Categoria        | Pel·lícula       | Resultat   |
| ---- | ---------------- | ---------------- | ---------- |
| 2018 | Actriu revelació | Quién te cantará | Guanyadora |

Premis de la Unión de Actores
| Any  | Categoria        | Pel·lícula       | Resultat   |
| ---- | ---------------- | ---------------- | ---------- |
| 2018 | Actriu revelació | Quién te cantará | Guanyadora |